# Тодоров, Николай
Николай Тодоров Тодоров (болг. Николай Тодоров Тодоров; 21 июня 1921, Варна, Третье Болгарское царство — 28 августа 2003, София, Болгария) — болгарский историк, академик, государственный деятель, дипломат, один из лидеров коммунистической партии Болгарии; президент Болгарии с 17 июля по 1 августа 1990 года. Иностранный член Академии наук СССР и РАН (1994).

## Биография

### Научная деятельность
В 1940 году окончил классическую гимназию в Варне, затем учился в Софийском университете, получив медицинское (1947) и историческое (1950) образование.
С 1957 года преподавал в должности профессора Софийского университета историю балканских народов, звание профессора было присвоено в 1966 году. С 1962 года — руководитель секции «История балканских народов» Института истории Болгарской академии наук.
Основатель и директор Института балканских исследований Болгарской академии наук (1964, 1989). Основатель и директор Института внешней политики при Министерстве иностранных дел НРБ (1969—1974). Директор Объединённого центра по науке и подготовке специалистов в области истории Болгарской академии наук (1972—1978). С 1983 по 1988 год исполнял обязанности вице-президента Болгарской академии наук.
В 1974 году был избран членом-корреспондентом Болгарской академии наук, а в 1979 году избран академиком БАН.
В январе 1982 года был избран иностранным членом Академии наук СССР.
В 1983 году избран в члены Афинской академии, а четыре года спустя стал почётным доктором Афинского университета.

### Работа в системе ЮНЕСКО
Занимал ответственные должности в системе ЮНЕСКО:
- член Исполнительного совета ЮНЕСКО (1972—1976),
- председатель 23-й Генеральной конференции ЮНЕСКО,
- редактор многотомного издания  «История мировой цивилизации», официальное издание ЮНЕСКО (1985),
- кандидат на пост Генерального директора ЮНЕСКО (1987),
- вице-президент и президент Ассоциации международных исследований в Юго-Восточной Европе (1974—1979),
- Генеральный секретарь и президент Международного Центра балканской документации и архивистики (CIBAL) (1976),
- член Французского общества исторической демографии Международной комиссии по изучению городов.

### Политическая деятельность
В 1978—1983 годах — Чрезвычайный и Полномочный Посол НРБ в Греции.
Принимал участие в работе комитета во главе с Александром Лиловым, который в 1982 году не рекомендовал осуществлять массовую насильственную болгаризацию турок в рамках так называемого Возродительного процесса. В конце 1980-х годов критически отзывался об использовании исторической науки в качестве политического инструмента для обоснования процесса принудительной болгаризации турецкого меньшинства.
Председатель Великого Народного Собрания VII созыва (1990 —1991).
С 17 июля по 1 августа 1990 года исполнял обязанности Председателя (президента) Республики Болгария.

## Награды и звания
В 2002 году он был награждён орденом «Стара планина» 1 степени. Награждён французским орденом Академических пальм — офицер (1978) и командор (1985); был отмечен Золотой медалью ЮНЕСКО (1987) и Президентской премией Италии в области культуры (1992).